# Zelleria namibiensis
Zelleria namibiensis is een vlinder uit de familie stippelmotten (Yponomeutidae). De wetenschappelijke naam van deze soort is voor het eerst geldig gepubliceerd in 2011 door Mey.
De soort komt voor in het Afrotropisch gebied.